# گی یئونگ سون گوجوسان
پادشاه گی یئونگ سون  سی و پنجمین پادشاه گیجا چوسان بود. او از ۳۶۱ قبل از میلاد تا ۳۴۲ قبل از میلاد سلطنت کرد. نام واقعی او ها (هانگول: 화, هانجا: 華) بود. بعد از او گادیوک به سلطنت رسید.